# Área urbana de Alta Silesia
La región urbana de Alta Silesia es la mayor conurbación de Polonia y una de las más pobladas de la Unión Europea. Se encuentra en el corazón del voivodato de Silesia y consiste en las ciudades principales de Katowice, Zabrze, Chorzów, Ruda Śląska, Sosnowiec, Bytom y Gliwice. Es una región altamente industrial.
En total, la región metropolitana de Alta Silesia se extiende por una superficie de 2.368 km² y cuenta con una población de 2,58 millones de habitantes. Tiene una densidad de población de 1.092 hab/km².

## Composición
La región urbana de Alta Silesia se compone de cinco núcleos principales (Katowice, Bytom, Gliwice, Sosnowiec y Zabrze) y de 31 ciudades menores y municipios ubicados a su alrededor, como se muestra en la tabla siguiente.
| Distrito (Powiat)               | Municipio            | Superficie (en km²) | Población(1) |
| ------------------------------- | -------------------- | ------------------- | ------------ |
| Silesia                         |                      |                     |              |
| —                               | Katowice             | 164,54              | 314.500      |
| —                               | Tychy                | 81,62               | 130.492      |
| —                               | Mysłowice            | 66,09               | 75.063       |
| —                               | Jaworzno             | 152,20              | 95.771       |
| —                               | Sosnowiec            | 91,26               | 224.244      |
| —                               | Dąbrowa Górnicza     | 187,81              | 129.559      |
| —                               | Siemianowice Śląskie | 25,16               | 72.247       |
| —                               | Piekary Śląskie      | 39,67               | 59.338       |
| —                               | Chorzów              | 33,60               | 113.978      |
| —                               | Świętochłowice       | 13,22               | 54.938       |
| —                               | Bytom                | 69,43               | 186.540      |
| —                               | Ruda Śląska          | 77,59               | 145.471      |
| —                               | Zabrze               | 80,47               | 190.110      |
| —                               | Gliwice              | 133,85              | 198.499      |
| Distrito de Gliwicki            | Pyskowice            | 31,14               | 19.078       |
| Distrito de Gliwicki            | Knurów               | 33,95               | 39.760       |
| Distrito de Gliwicki            | Gierałtowice         | 39,00               | 10.696       |
| Distrito de Mikołowski          | Mikołow              | 81,00               | 38.398       |
| Distrito de Mikołowski          | Łaziska Górne        | 20,20               | 21.957       |
| Distrito de Mikołowski          | Orzesze              | 82,89               | 18.795       |
| Distrito de Bieruńsko-Lędziński | Bieruń               | 40,31               | 19.566       |
| Distrito de Bieruńsko-Lędziński | Lędziny              | 32,00               | 16.156       |
| Distrito de Bieruńsko-Lędziński | Imielin              | 28,04               | 7.932        |
| Distrito de Będziński           | Będzin               | 37,08               | 58.626       |
| Distrito de Będziński           | Czeladź              | 16,57               | 34.152       |
| Distrito de Będziński           | Wojkowice            | 12,77               | 9.406        |
| Distrito de Będziński           | Sławków              | 36,60               | 6.836        |
| Distrito de Tarnogórski         | Radzionków           | 13,26               | 17.191       |
| Distrito de Tarnogórski         | Tarnowskie Góry      | 83,47               | 60.997       |
| Distrito de Tarnogórski         | Zbrosławice          | 148,71              | 15.584       |
| Distrito de Rybnicki            | Czerwionka-Leszczyny | 115,65              | 40.993       |
| Pequeña Polonia                 |                      |                     |              |
| Distrito de Oświęcimski         | Oświęcim             | 30,30               | 40.809       |
| Distrito de Oświęcimski         | Chełmek              | 27,24               | 12.835       |
| Distrito de Chrzanowski         | Chrzanów             | 79,33               | 49.733       |
| Distrito de Chrzanowski         | Trzebinia            | 105,22              | 33.964       |
| Distrito de Chrzanowski         | Libiąż               | 57,20               | 22.846       |
| TOTAL                           | TOTAL                | 2.368,44            | 2.587.060    |

- (1) – Datos del 31.12.2006, tomados del informe estadístico de población de la Oficina Central de Estadísticas Polaca Główny Urząd Statystyczny